# باربارا هندریکس (سیاستمدار)
باربارا هندریکس (آلمانی: Barbara Anne Hendricks؛ زادهٔ ۲۹ آوریل ۱۹۵۲) یک زن سیاست‌مدار اهل آلمان است. او از اعضای حزب سوسیال این کشور است. هندریکس که همجنسگرا است هم‌اکنون سمت وزیر فدرال محیط زیست، حفظ طبیعت، ساختمان و ایمنی هسته‌ای در دولت این کشور را برعهده دارد.